# Allopoda lutea
Allopoda lutea är en skalbaggsart som först beskrevs av Samuel Stehman Haldeman 1848.  Allopoda lutea ingår i släktet Allopoda och familjen ristbaggar. Inga underarter finns listade i Catalogue of Life.